# Šuruppak
Šuruppak o Curuppag (sumero: 𒋢𒆳𒊒𒆠 ŠuruppagKI "luogo della guarigione") è un'antica città sumerica che originariamente si ergeva sulle rive del fiume Eufrate. Il suo nome significherebbe "il luogo della guarigione".
Oggi le sue rovine si trovano nell'odierna Fara, situata a sud di Nippur, sulle rive dell'Eufrate in quella che oggi è Al-Qādisiyyah, nel centro-sud dell'Iraq.
I primi scavi furono condotti nel 1902 dal “Deutsche Orient-Gesellschaft”. Tra i ritrovamenti più significativi vi sono rovine di case ben costruite, tavolette di argilla in cuneiforme con i registri amministrativi e liste di parole, indicanti una società fortemente sviluppata.
La città di Shuruppak era dedicata a Sud, chiamata anche Ninlil, la dea del grano. Shuruppak era infatti una città di stoccaggio e distribuzione del grano ed ebbe più sili di qualunque altra città sumerica.
L'insediamento di Shuruppak iniziò a svilupparsi nel primo periodo di Jemdet Nasr e fu abbandonato prima del tardo periodo babilonese.
Nella versione WB-62 della lista dei re sumeri sono accennati due re/capi di Shuruppak.. I nomi dei due re sono: SU.KUR.LAM, che regnò per 8 (shar) anni e suo figlio Ziusudra che regnò per 10 (shar) anni.
Shuruppak è indicata nelle leggende sumeriche come il luogo del diluvio universale, che distrusse tutta l'umanità tranne un superstite, Ziusudra appunto. A questi fu ordinato da un dio di costruire un'arca, che l'avrebbe salvato dal disastro. Dopo il diluvio l'uomo e tutti gli altri esseri viventi vennero ricreati e allo stesso Ziusudra fu donata la vita eterna. Ziusudra corrisponde alla figura di Utnapishtim nell'epopea di Gilgamesh e al Noè biblico.
All'inizio del periodo protodinastico I a Shuruppak avvenne effettivamente una grande inondazione ad opera del Tigri e dell'Eufrate, attestata attraverso ritrovamenti archeologici e datata col radiocarbonio al 2900 a.C. circa.
Le ceramiche colorate che si trovano sotto lo strato dell'inondazione sono datate al periodo di Jemdet Nasr che ha immediatamente preceduto il periodo protodinastico I.
L'inondazione dei due fiumi ha lasciato molti depositi a Shuruppak, Uruk e Kish.
Gli scavi più recenti di Shuruppak sono descritti in questo documento.